# Masacre de Ishaqi
La Masacre de Ishaqi fue una matanza de iraquíes realizada por las tropas de Estados Unidos en la población de Ishaqi el 15 de marzo de 2006.
Al momento del crimen, la policía de Irak acusó a las tropas estadounidenses de rodear y deliberadamente asesinar a 11 personas, incluyendo cuatro mujeres y 5 niños antes de destruir la casa con explosivos. Las autoridades estadounidenses afirmaron que varias tropas estadounidenses participaron en un tiroteo debido a que habían recibido un aviso de que un simpatizante de Al Qaeda visitaba el edificio. Según los estadounidenses, el edificio se derrumbó bajo un intenso fuego, matando a cuatro personas: un sospechoso, dos mujeres y un niño.
En junio de 2006, la BBC de Londres obtuvo un vídeo que soporta las denuncias de la policía iraquí, después de lo cual los Estados Unidos anunciaron que realizarían una investigació.
La investigación concluyó que el personal militar estadounidense había seguido los procedimientos y las normas de combate adecuados y no era culpable de mala conducta.
El gobierno iraquí rechazó de inmediato los resultados de la investigación estadounidense, afirmando que continuaría la investigación.  
- Datos: Q387185